# しかたなかったと言うてはいかんのです
『しかたなかったと言うてはいかんのです』（しかたなかったというてはいかんのです）は、熊野以素の『九州大学生体解剖事件 70年目の真実』（岩波書店）を原作として、2021年8月13日の金曜 22時 - 23時15分にNHK総合で放送されたテレビドラマ。主演は妻夫木聡。妻夫木演じる大学助教授の妻を蒼井優が演じた。また、辻萬長はこれが遺作となった。
また、2021年9月4日の土曜 22時30分 - 23時59分に未公開シーンを追加した拡大版がNHK BSプレミアムおよびNHK BS4Kで放送された。

## 概要
太平洋戦争末期の1945年に九州大学で発生した米軍捕虜8名を実験体にした生体解剖事件。この生体解剖において主導的役割を果たしたと誤認された鳥巣太郎助教授の姪である熊野以素が戦犯裁判記録の他に再審査資料や親族の証言などを基に著したノンフィクション書籍を原作とした終戦ドラマ。

## あらすじ
九州大学生体解剖事件を参照。

## キャスト
鳥居太一
演 - 妻夫木聡
西国帝国大学医学部助教授。通常の治療と思って参加した手術が生体実験であることを悟り、止められなかった自分を責める。全てを知る石田が自殺したことで首謀者である教授とされてしまい、死刑を宣告される。
鳥巣太郎に相当。
鳥居房子
演 - 蒼井優
鳥居太一の妻。石田の罪を着せられて死刑を宣告された太一を救うため奔走する。
冬木克太
演 - 永山絢斗
元西部軍所属の軍人。空襲で死亡した母の仇を取ろうと捕虜の処刑の実行役を申し出、死刑囚となる。悔悟の念にさいなまれ、太一にも影響を及ぼす。
石田幸三
演 - 鶴見辰吾
西国帝国大学医学部第一外科で生体解剖を主導した教授。「軍の依頼で行ったことであり、全ての責任は自分にある」と書き残し、獄中で自殺する。
石山福二郎に相当。
進藤直満
演 - 山西惇
元西部軍大佐。西国帝国大学医学部に生体実験のための捕虜を連れてきたことで死刑囚となる。
佐藤吉直大佐に相当。
鳥居一郎
演 - 辻萬長
太一の父。
岡島孝輔
演 - 中原丈雄
元陸軍中将。 冬木の上官であり、捕虜処刑の指揮をとったことで死刑囚となった。「何もしなかった罪もある」と太一に言い残し、絞首刑に処される。
三浦清子
演 - 若村麻由美
戦犯裁判の弁護側通訳。房子に協力してアメリカ側の裁判関係者と交渉する。

## スタッフ
- 原作 - 熊野以素 『九州大学生体解剖事件 70年目の真実』（岩波書店）
- 脚本 - 古川健
- 音楽 - 小林洋平
- 演出 - 田中正（NHK大阪放送局）
- 医事考証 - 大橋秀一
- 歴史考証 - 内海愛子、宇田川幸大
- 風俗考証 - 天野隆子
- 仏事指導 - 服部智俊
- アクション指導 - 中村健人（ジャパンアクションエンタープライズ）
- 英語指導 - 塩屋孔章
- 福岡ことば指導 - 坪内守
- 特殊メイク - 松井祐一
- VFXプロデューサー - 結城崇史
- 制作統括 - 三鬼一希（NHK名古屋放送局）、熊野律時（NHK大阪放送局）
- プロデューサー - 増田静雄（NHK名古屋放送局）
- 撮影協力 - 愛知県フィルムコミッション協議会、なごやロケーションナビ、ほの国東三河ロケ応援団、名古屋市、岡崎市、恵那市、京都市メディア支援センター、滋賀ロケーションオフィス、亀山市フィルムコミッション

## 受賞
- 文化庁芸術祭賞優秀賞（2021年）[5]

## 関連作品
- 海と毒薬
- 私は貝になりたい